# Brian Fallon
Brian Fallon (Red Bank, New Jersey, 28 januari 1980) is een Amerikaans muzikant die vooral bekend is als zanger en gitarist van de rockgroep The Gaslight Anthem.

## Biografie
Fallon bracht zijn jeugdjaren door in Hackettstown, New Jersey, waar hij goed bevriend raakte met Tom "Tommy Gunn" DuHamel van de band Communication Redlight. Op zijn zeventiende bracht hij een cassette getiteld The Coffeehouse Sessions uit onder de artiestennaam "No Release". Op deze demo, waarvan slechts zo'n 200 exemplaren bestaan, staan 16 nummers. Op enkele daarvan is Chris Eissing te horen als leadgitarist.
Van 1997 tot 1999 was Fallon lid van de band Surrogate McKenzie. Met deze band nam hij drie demo-albums op, welke niet werden uitgebracht: Surrogate McKenzie (1998), Songs To Grow Up To (1998) en The Six Degrees of Separation (2000).
Met de nieuwe band Amping Copper, die doorging waar Surrogate McKenzie eindigde, nam hij in 2001 de cd Amping Copper op met daarop zes nummers. 
Na Amping Copper wilde Fallon een solo-ep opnemen en toch het band-gevoel behouden. Hij vroeg zijn vriend Casey Lee Morgan (uit de band Lanemeyer) om op de ep te drummen. Een andere vriend, Mike Hemberger, speelde de bas en produceerde de ep. Tim Fogerty, een van Fallons oude gitaarleraren, bespeelde de gitaar op twee nummers. Samen namen zij in 2004 The American Music EP op. In twee nummers is ook Fallons moeder te horen als achtergrondzangeres.

## The Gaslight Anthem (2005-heden)
In 2005 richtte Fallon samen met Michael Volpe, Chris Clementi en Mike Leboeuf de band This Charming Man op. Fallon bleef het enige originele lid; de anderen werden gaandeweg vervangen door Benny Horowitz, Alex Levine en Alex Rosamilia. Na enige tijd in deze nieuwe bezetting gewerkt te hebben, veranderden zij de bandnaam in The Gaslight Anthem waarmee zij nu nog altijd actief zijn. De enige uitgave onder de oude naam was Every Little Secret in 2005, met de originele bezetting. Een lied van de oorspronkelijke band, genaamd "She Coulda Raised the Titanic", werd later het nummer "1930" op het Gaslight Anthem-album Sink or Swim.
Fallon is vanaf de oprichting prominent voorman van de band geweest. Samen met de band nam hij vijf albums op: Sink or Swim (2007), The '59 Sound (2008), American Slang (2010), Handwritten (2012) en Get Hurt (2014)

## The Horrible Crowes (2011-heden)
Op 20 januari 2011 maakte Fallon op zijn blog bekend dat hij samen met zijn gitaartechnicus Ian Perkins de band The Horrible Crowes had opgericht. In hetzelfde bericht zei hij dat de naam afkomstig is van een gedicht getiteld "Twa Corbies".
Met deze groep nam hij het album Elsie op, dat eind 2011 zal worden uitgebracht. De eerste single van het album, getiteld "Behold the Hurricane", werd als stream uitgebracht via de website van Rolling Stone.